# Angle Peak, Antarktis
Angle Peak är en bergstopp i Antarktis. Den ligger i Västantarktis. Argentina, Chile och Storbritannien gör anspråk på området. Toppen på Angle Peak är 766 meter över havet, eller 6 meter över den omgivande terrängen. Bredden vid basen är 0,22 km.
Terrängen runt Angle Peak är kuperad västerut, men österut är den platt. Trakten är obefolkad. Det finns inga samhällen i närheten.